# Coarctadera voelki
Coarctadera voelki är en rundmaskart. Coarctadera voelki ingår i släktet Coarctadera, och familjen Rhabditidae. Arten är reproducerande i Sverige.